# ボヘミアのリュドミラ
ボヘミアのリュドミラ（860年頃 - 921年9月15日）は、チェコの殉教者で正教会とカトリックの聖人。聖ルドミラとも。

ボヘミア公ヴァーツラフ1世の祖母として広く知られる。

## 結婚
873年、リュドミラはボヘミア公では最初のキリスト者となるボジヴォイ1世と結婚した。夫婦のキリスト教への改宗にあたっては聖メトディオスが力を尽くした。受洗の後、ボヘミアで最初の教会をプラハの近郷に建てている。しかしながら、ボヘミアをキリスト教国へ変えようとする彼らの試みは当初は受け入れられず、1度は非キリスト教徒によって自国から追放された。のちに夫婦は帰国し、ベロウン近郷のテティーンに引退するまでの数年間君臨した。
ボヘミア公は息子のスピチフニェフ1世に継承されたのち、その弟のヴラチスラフ1世に引き継がれたが、921年にヴラチスラフ1世が死去すると、その息子のヴァーツラフ1世がボヘミアの新たな支配者となった。彼女の孫にあたるヴァーツラフ1世は主にリュドミラによって育てられ、リュドミラは摂政の役割を果たした。

## ドラホミーラとの関係

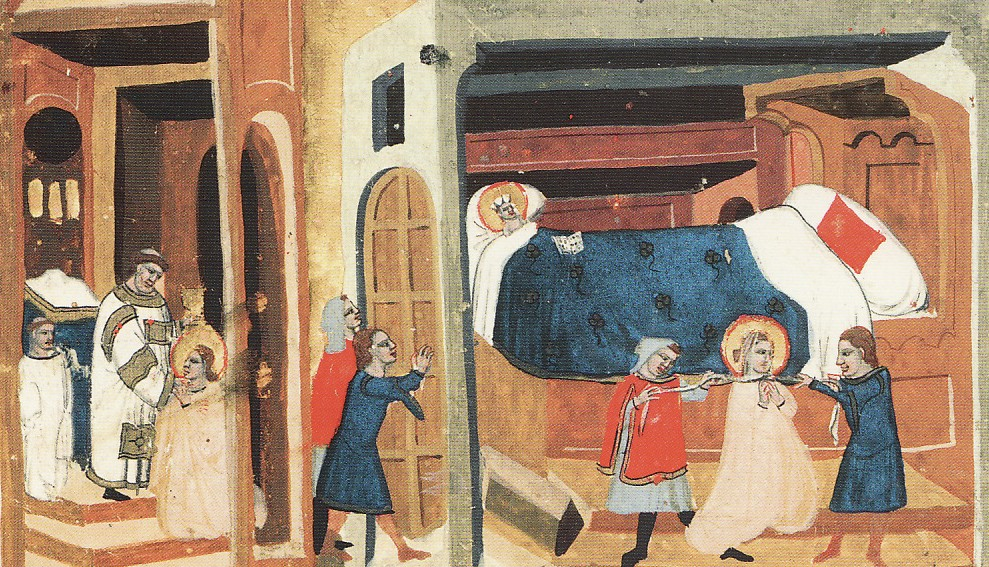
聖リュドミラの謀殺

ヴァーツラフ1世の母ドラホミーラはリュドミラのヴァーツラフへの影響力に嫉妬するようになった。ヴラチスラフ1世が死去した後、ボヘミアは非キリスト教徒の手により運営されていたが、リュドミラの影響を受けていたヴァーツラフ1世はキリスト教の維持を支持したため、非キリスト教徒であったドラホミーラはリュドミラと対立を深めた。ドラホミーラは上流階級の男2人を暗殺者として、テティーンのリュドミラの元へと送った。リュドミラ伝の一部では、この時リュドミラは彼女自身のヴェールで絞殺されたと伝えられる。これにより、リュドミラは聖ミカエル教会に埋葬された。
リュドミラはその死後、短期間で列聖された。925年には、列聖の手続きの一部として聖イジー聖堂へと改葬されている。列聖後、リュドミラはボヘミアの守護聖人として崇敬されるようになった。また、ボヘミアの他、改宗者、チェコ共和国、公爵夫人、姻戚問題、未亡人の守護聖人と考えられている。記憶日は9月16日として祝われる。
ドヴォルザークは、1885年9月から1886年5月にかけて、オラトリオ『聖ルドミラ』を作曲した。この作品はリーズ音楽祭のためにリトルトンから委託されたものであった。